# Konservativt
Konservativt (Abk. K; deutsch Konservativ), früher Partiet De Kristne (Abk. PDK; Nynorsk Partiet Dei Kristne; deutsch Partei Die Christen) ist eine rechtspopulistisch christlich-konservative Kleinpartei in Norwegen.

## Geschichte
Die Partei wurde am 24. Februar 2011 als De Kristne in Moster in Bømlo gegründet. Dies geschah als Folge darauf, dass die Kristelig Folkeparti die Anforderung an ihre Vertreter abschaffte, sich zum christlichen Glauben zu bekennen. Für De Kristne sei dies ein großer Schritt in der „De-Christianisierung“ der Partei zusammen mit einer wahrgenommenen breiteren „De-Christianisierung“ von ganz Norwegen während der Jahre der rot-grünen Regierung.
Die erste Wahl, an der die Partei teilnahm, war die Kommunalwahl 2011 – beschränkt auf den Gemeinderat in Bømlo, bei denen man 6,5 % der Stimmen erlangte und somit zwei Sitze. Bømlo wurde ausgewählt, um die Unterstützung für die neue Partei zu testen, mit ehemaligen lokalen Politikern der Kristelig Folkeparti auf ihrer Wahlliste. Einige Mitglieder sahen die Gründung der Partei auf Moster in Bømlo als symbolisch an, da dort vor tausend Jahren der ursprüngliche Ausgangspunkt der Christianisierung von Norwegen durch König Olav I. Tryggvason war.
Vor den Kommunalwahlen 2015 wechselten zahlreiche Lokalpolitiker von der Kristelig Folkeparti sowie der Fremskrittspartiet zur PDK. Die Partei gewann drei Vertreter bei der Wahl, jeweils einen in Bømlo, Vennesla und Karmøy.
Im November 2022 gab die Partei bekannt, ihren Namen mit sofortiger Wirkung in Konservativt zu ändern.
Im Zusammenhang mit der russischen Invasion in der Ukraine am 24. Februar 2022 wurde die Partei wegen der Förderung russischer Propaganda kritisiert. Parteivorsitzender Erik Selle hat erklärt, dass der Westen einen großen Teil der Verantwortung dafür trägt, dass Russland die Ukraine angreift, und er hat vorgeschlagen, dass Russland die illegal annektierten Gebiete Krim, Donezk und Luhansk behalten dürfe.